# Група Ананке

Діаграма ілюструє найбільші нерегулярні супутники Юпітера. Розташування групи Ананке проілюстровано позначенням Ананке внизу. Розташування об'єкта на горизонтальній осі визначає його відстань від Юпітера. Вертикальна вісь вказує на його нахил орбіти. Ексцентриситет орбіти позначається жовтою смужкою, яка ілюструє максимальну і мінімальну відстань об'єкта від Юпітера. Кола ілюструють розмір об'єкта порівняно з іншими.

Група Ананке — група ретроградних нерегулярних супутників Юпітера, які обертаються орбітами, аналогічними до Ананке, і, як вважають, мають спільне походження.
Їх великі півосі (відстані від Юпітера) розташовані в діапазоні від 19,3 і 22,7 Гм, їх нахили орбіти — між 145,7° і 154,8°, а їх орбітальні ексцентриситети — між 0,02 і 0,28.
В основний склад групи входить (від найбільшого до найменшого):
| Назва               | Діаметр (км) | Період (дні) |
| ------------------- | ------------ | ------------ |
| Ананке              | 28           | –629.79      |
| Гарпаліке           | 4            | –623.32      |
| Іокасте             | 5            | –631.59      |
| Праксідіке          | 7            | –625.39      |
| Тіоне               | 4            | –627.18      |
| Герміппе (супутник) | 4            | –633.90      |
| Еванте              | 3            | –620.44      |
| Евпоріє             | 2            | –550.69      |
| Ортозіє             | 2            | –622.59      |
| Мнеме (супутник)    | 2            | –620.07      |
| Тельксіное          | 2            | –628.03      |
| Геліке (супутник)   | 4            | –626.33      |
| S/2010 J 2          | 1            | –618.84      |
| S/2016 J 1          | 1            | –618.49      |
| S/2003 J 18         | 2            | –598.12      |
| Евфеме              | 2            | –617.73      |
| S/2017 J 3          | 2            | –625.60      |
| S/2017 J 7          | 2            | –626.56      |
| S/2017 J 9          | 3            | –666.11      |
| S/2003 J 2          | 2            | –628.79      |
| S/2003 J 12         | 1            | –627.24      |
| S/2003 J 16         | 2            | –622.88      |
| S/2021 J 1          | 1            | –627.14      |
| S/2021 J 2          | 1            | –625.14      |
| S/2021 J 3          | 2            | –618.33      |
| S/2022 J 3          | 1            | –630.67      |

Міжнародний астрономічний союз (МАС) резервує назви, що закінчуються на -е для всіх ретроградних супутників, у тому числі цієї групи.

## Походження
Вважається, що група Ананке утворилась, коли астероїд був захоплений Юпітером і згодом роздробився при зіткненні. Це припущення засноване на тому, що дисперсія середніх параметрів орбіт основних членів групи дуже мала і може бути пояснена невеликою швидкістю імпульсу (15 < δV < 80 м/с), сумісною з одним зіткненням і розпадом.
Ґрунтуючись на розмірах супутників, початковий астероїд, можливо, мав діаметр близько 28 км. Оскільки це значення близьке до приблизного діаметру самого Ананке, цілком ймовірно, початковий астероїд був зруйнований не сильно.
Доступні фотометричні дослідження додають докази теорії спільного походження: трьох супутники групи (Гарпаліке, Праксідіке і Іокасте) мають схожі сірі кольори (середній індекс кольору: B−V = 0,77 і V−R = 0,42), хоча сама Ананке розташована на межі сірим і світло-червоним.
| |  | |
| Ця діаграма порівнює орбітальні елементи і відносні розміри основних членів групи Ананке. На горизонтальній осі показана їх середня відстань від Юпітера, вертикальна вісь - їх нахил орбіти, а кола - їх відносні розміри. |  | Ця діаграма показує ширше поле зору, ніж діаграма зліва, і тут видно інші малі супутники, зосереджені біля основної групи Ананке |